# Гуадальорсе
Гуадальорсе (исп. Guadalhorce; араб. wādī l-jurs‎, 'река бесшумных') — река на Пиренейском полуострове, протекает по югу Испании и впадает в Средиземное море. Это основная река провинции Малага и Южного водосборного бассейна.

## Этимология и другие названия
Термин Гуадальорсе происходит от арабского wādī l-jurs, что означает "река тихих', или, 'сторожевая река'.
Так же река Гуадальорсе получила другие названия, отраженные в различных исторических текстах, как, например, «Река Малага», или «Гуадалькибирехо» (от араб. wādī l-kabīr, 'большая река'), ныне не употребляемые.

## История
29 августа 1326 года, во время правления Альфонсо XI Кастильского его войска под командованием известного писателя Дона Хуана Мануэля, внука Фернандо III Кастильского, разгромили мусульман в битве при Гуадальорсе, где были убиты около 3000 мусульман. По мнению некоторых авторов, эта битва имела место в непосредственной близости от Тебы в верховьях реки Гуадальорсе, хотя другие утверждают, что битва произошла в Арчидонской долине.

## Течение реки
Исток реки находится на горном перевале Лос-Аласорес в Сьерра-де-Сан-Хорхе (в Вильянуэва-дель-Трабуко), далее река протекает по Антекерской долине и впадает в Средиземное море в западной части города Малаги. Её длина составляет 166 км, а среднегодовой расход воды — 8 м³/с. Это наиболее длинная и многоводная река (наряду с Гуадиаро) провинции Малага, и третья в Андалусии.
В её течении образовалось ущелье Лос-Гайтанес, естественный каньон 7 км длиной, который отделяет комарку Байе-дель-Гуадальорсе от Антекерской долины. Нижнее течение реки вместе с Гуадальмединой формирует аллювиальную равнину в зоне прибрежной низменности Малаги.

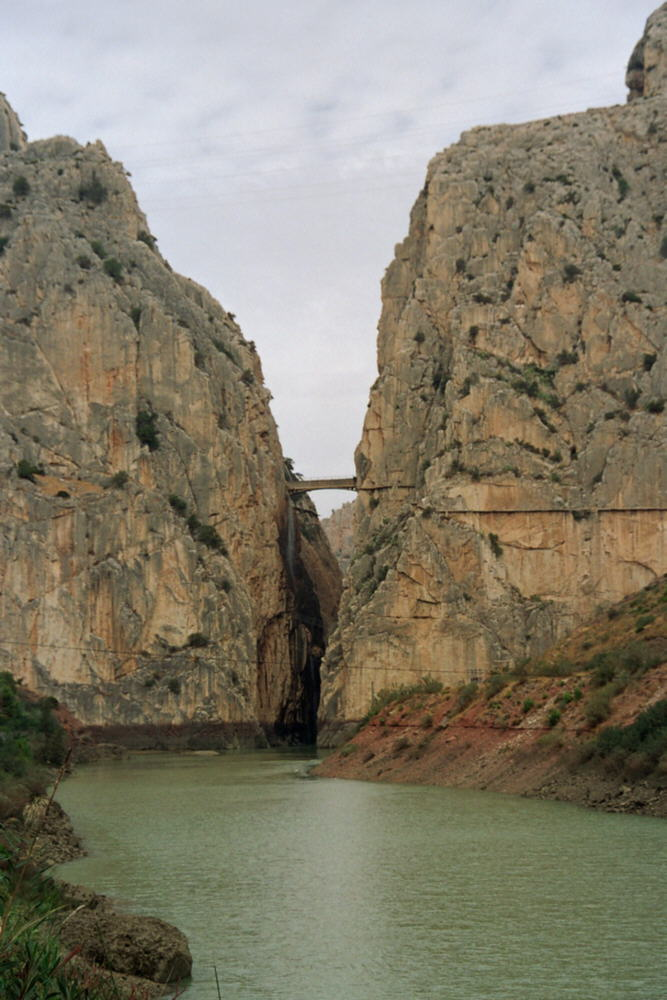
Ущелье Лос-Гайтанос

Устье реки Гуадальорсе состоит из двух рукавов, один из них искусственно создан из-за постоянных наводнений. Из-за этого было нарушено естественное осаждение, что привело к потере среды обитания для чанкете. Между двумя рукавами сформировались водно-болотные угодья, которые сохранились, как последний оплот для перелетных птиц в этой зоне и которые составляют Природный Заповедник «Устье реки Гуадальорсе». Недалеко от устья расположена система очистки воды Малаги и остатки финикийского поселения Серро-дель-Вийяр, в них можно изучить, как два морских землетрясения разрушили этот район, в результате чего в 584 году до н. э. он был заброшен для того, чтобы основать Малаку.
Река Гуадальорсе пересекает муниципальные границы Вильянуэвы-дель-Трабуко, Вильянуэвы-дель-Росарио, Арчидоны, Антекеры, Альаурина-эль-Гранде, Альаурина-де-ла-Торре, Альмохии, Алоры, Картамы, Коина, Писарры, Байе-де-Абдалахис и Малаги.

## Геология
Геологически, во время верхнего миоцена, в долине Гуадальорсе существовал лиман, который через Андалусскую низменность, которая была океанским дном, соединял воды Средиземного моря и Атлантики. В нижнем плиоцене, следующем геологическом периоде, этот лиман превратился в большую морскую бухту, ограниченную Сьеррой-де-Михас и западными склонами Малагских гор, которая не выходила за Алору и в центре которой возвышалась как остров Сьерра-де-Картама. В остальной период плиоцена низина Гуадальорсе приобретает свои текущие геологические параметры.
Гуадальорсе обеспечивает Малагу электричеством и водой через электростанции Гобантес, Паредонес, Гайтанехо и Эль-Чорро. Также имеется проект новой электростанции в устье реки.

## Основные притоки

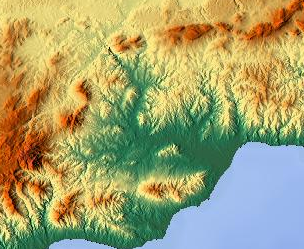
Топографическая карта долины Гуадальорсе

- Перейлас
- Рио-Гранде
- Арройо-Эль-Байе
- Насимьенто
- Турон
- Кабайос
- Гуадальтеба
- Фаала
- Кампанийяс
- Арройо Марин
- Арройо-дель-Кинто